# الجمارك السورية
أُحدثت مديرية الجمارك العامة بتاريخ 11 آذار عام 1950 بموجب المرسوم التشريعي رقم 71 الناص على إحداث مديرية عامة للجمارك السورية، وقد أعطت المادة الرابعة من هذا المرسـوم لـوزارة الماليـة (مديريـة الجمارك العامة) حق إعداد النصوص المتعلقة بالأنظمة والتعريفات الجمركية وإصـدارها بمرسوم يتخذ بمجلس الوزراء.

## الهيكل التنظيمي
بناءا على ما أقره مجلس الشعب في جلسته المنعقدة بتاريخ 1427/6/2 ھـ الموافق2006/6/27 م صدر قانون الجمارك رقم 38 لعام 2006.
المادة -2 آ- يحدث في المديرية العامة للجمارك مجلس إدارة يتألف من :
| مدير الجمارك العام                                   | رئیسا |
| معاون مدير الجمارك العام                             | عضوا ً |
| آمر الضابطة الجمركیة العام أو من يقوم مقامه          | عضواً  |
| ممثل عن وزارة المالیة برتبة مدير على الأقل           | عضوا ً |
| ممثل عن وزارة الاقتصاد والتجارة برتبة مدير على الأقل | عضواً  |
| ممثل عن وزارة الصناعة برتبة مدير على الأقل           | عضواً  |
| مدير التشريع والشؤون القانونیة في إدارة الجمـارك     | عضواً  |

- ويحق للمجلس أن يستعین بممثل عن أي جھة عامة أخرى أو خاصـة فیمـا يتعلـق بالمواضـیع
التي تخص تلك الجھة ، ويكون له حق إبداء الرأي دون أن يكون له حق التصويت.
ب- يتولى مجلس الإدارة المھام التالیة :
- اقتراح السیاسات الاستراتیجیة والتخطیطیة للنھوض بمستوى الإدارة.
- دراسة المواضیع المتعلقة بالتشريعات الجمركیة وسبل تطويرھا.
- دراسة السبل الكفیلة لتبسیط الإجراءات الجمركیة وتحديثھا.
- دراسة ما يحیله إلیه الوزير من مواضیع ذات صفة ھامة.
- مراقبة تنفیذ السیاسات الاستراتیجیة والخطط السنوية ومتابعتھا.
- إقرار ومتابعة برامج التطوير في القطاع الجمركي.
- دراسة مشـروع الموازنـة السـنوية للجمـارك تمھیـداً لرفعھـا إلـى الـوزير لإقرارھـا وفـق القوانین والأنظمة النافذة.
- الاطلاع على العقود والمشاريع الھامة في الجمارك قبل رفعھـا إلـى الجھـات الوصـائیة لإقرارھا والمصادقة على القرارات الصادرة عن المدير العام للجمارك التي لھـا صـفة الاستمرار والديمومة.

ج - تتخذ مقررات المجلس بالأكثرية وتعـرض علـى السـید الـوزير للمصـادقة علیھـا أو اتخـاذ القرار المناسب بصددھا.
د- يعقد المجلس جلساته العادية شھرياً ويعقد جلساته الاستثنائیة كلما دعت الحاجة إلى ذلك بدعوة من رئیسه أو بناء على طلب أكثرية الأعضاء.
ھـ -لا يعتبر انعقاد المجلس صحیحاً إلا بحضور الرئیس وأكثرية أعضائه.

## وصلات خارجية
- الموقع الرسمي